# 精銳部隊
《精銳部隊》（葡萄牙語：Tropa de Elite，IPA：/'trɔ.pɐ ʤi̯e.'li.tʃI/）是一部2007年的巴西電影，由何塞·帕蒂爾哈擔任製作人與電影導演，於2007年10月5日上映。該片以半虛構半真實的故事控訴巴西里約熱內盧警方的BOPE特警部隊。這是導演何塞·帕蒂爾哈的第二部長片也是他第一部劇情片，他前一部作品是相當受到歡迎的紀錄片《巴士174事件》（Ônibus 174）。該片原著是由社會學家路爾斯·伊度·蘇亞雷斯（Luiz Eduardo Soares）與兩個前BOPE成員安德雷·巴提斯塔（André Batista）與羅德里哥·皮蒙特爾（Rodrigo Pimentel）所寫的書《Elite da Tropa》，由曾被提名為奧斯卡最佳編劇的布羅里歐·曼托伐尼（Bráulio Mantovani）來改編成劇本。
該片於於2008年第58屆柏林電影節獲得最佳影片金熊獎。

## 劇情
貪污腐敗的巴西，警察個個以權謀私，無法無天的毒梟與犯罪集團霸據整個貧民窟，導致黑白兩道利益輸送關係錯綜複雜。直到教宗即將造訪，巴西特別警察行動營隊長納西門圖奉命橫掃貧民窟毒梟。速戰速決以換取短暫的和平，取勝的捷徑，就是以暴制暴。
一場爆發在即的浴血戰，令將為人父而不願涉入火線的納西門圖陷於極度焦慮，於是乎，他必須先迅速訓練出最有能力擔下重任的接班人。在巴西警察部隊的BOPE特別警察行動營地獄特訓營，最有潛質的接班人選就包括崇尚暴力以終結犯罪的的尼度，以及不斷掙扎於正義信念與現實之間的馬提亞斯，這兩個同樣傑出的菜鳥，順理成章成了納西門圖心目中理想的人選。但烽火連天的里約熱內盧，保住自己的性命要緊？還是睹上一命奮力投身虛有其表的掃毒任務呢？

## 參照
- 精英部隊2：大敵當前

## 外部連結
- 爛番茄上《精銳部隊》的資料（英文）
- 互联网电影数据库（IMDb）上《精銳部隊》的资料（英文）
- 豆瓣电影上《精銳部隊》的資料 （简体中文）